# سازوکار اسید نوکلئیک

ترکیب نوکلئوتیدها که اسیدهای نوکلئیک را می‌سازند.

منشأ اتم‌هایی که بازهای پورینی را می‌سازند.

سازوکار اسید نوکلئیک یک اصطلاح جمعی است که به انواع واکنش‌های شیمیایی اشاره دارد که توسط آنها اسیدهای نوکلئیک (دی‌ان‌ای و/یا آران‌ای) یا سنتز یا تجزیه می‌شوند. اسیدهای نوکلئیک پلیمرهایی (به اصطلاح "زیست‌پلیمر") هستند که از انواع مونومرهایی به نام نوکلئوتیدها ساخته شده‌اند. سنتز نوکلئوتید یک سازوکار آنابولیک است که عموماً شامل واکنش شیمیایی فسفات، قند پنتوز و یک باز نیتروژنی است. تجزیه اسیدهای نوکلئیک یک واکنش کاتابولیک است و بخش‌های حاصل از نوکلئوتیدها یا نوکلئوبازها را می‌توان برای بازآفرینی نوکلئوتیدهای جدید نجات داد. هر دو واکنش سنتز و تخریب به چندین آنزیم برای تسهیل این رویداد نیاز دارند. نقص یا کمبود این آنزیم‌ها می‌تواند سبب انواع بیماری‌ها شود.